# Napad szlachty na ratusz poznański
Napad szlachty na ratusz poznański – napad szlachty wielkopolskiej na Ratusz w Poznaniu, który miał miejsce 21 sierpnia 1692.

## Przebieg
Genezą wydarzeń był proces szlachcica wielkopolskiego, Wojciecha Chwaliszewskiego herbu Trąby, poborcy podatkowego na województwo inowrocławskie, pochodzącego ze wsi Rękawczyn koło Mogilna. Szlachcic ten, po zakupieniu partii sukna w sklepie bławatnym Piotra Cerbsa (ówczesnego prezydenta miasta) przy ul. Świętosławskiej, postanowił je zwrócić, jako towar niskiej jakości. Cerbs nie przyjął sukna, gdyż uważał je za już odkrojone. Doszło do bójki, po czym obaj udali się do Ratusza, celem osądzenia sprawy. Chwaliszewski został na Ratuszu znieważony i postanowił uciekać, jednak go schwytano, w związku z czym zaczął wzywać na pomoc szlachtę przez okno. Pod Ratuszem zgromadziło się około 500 szlachciców z szablami. Siły miejskie reprezentowali tzw. pobudkowie z cepami (strażnicy miejscy dzienni). Mieszczanie z Ratusza bronili się za pomocą kamieni i dachówek, przejściowo odpędzając szlachtę, która jednak po pewnym czasie powróciła w zwiększonej liczbie. Siły szlacheckie mogły liczyć nawet 5000 osób – zajęły nie tylko część Rynku, ale też uliczki sąsiadujące, od Żydowskiej, do Świętosławskiej. Wezwani na pomoc z zamku żołnierze pod wodzą generała Rafała Leszczyńskiego, zawrócili, aby nie prowokować ataku na zamek. Ostatecznie szlachta i zwykli przestępcy wdarli się na Ratusz, gdzie doszło do rabunku zgromadzonych tam dóbr i pieniędzy (w tym depozytów sierot i pamiątek z okresu potopu szwedzkiego), dewastacji dzieł sztuki, m.in. obrazów królewskich i posągów, a także masakry urzędników miejskich, mieszczan, rajców i strażników w nieznanej liczbie (część z nich wyrzucono przez okna). Trupy i dogorywających obrabowano z ubrań, złota i pieniędzy.
Rabunek został przerwany przez franciszkanów, którzy przybyli pod Ratusz w procesji z krzyżem. Spowodowało to uspokojenie nastrojów wśród szlachty, a także przejęcie inicjatywy przez stronę miejską. Część rabusiów zakonnicy przebrali w habity i wyprowadzili poza arenę walki. Zabezpieczyli też Ratusz, zamykając go i chroniąc przed całkowitym rozgrabieniem. 
Efektem walk było zamarcie handlu w Poznaniu przez kilka tygodni, co zaowocowało głodem. Nie zamykano przez ten czas bram miejskich na noc.